# 전북도민일보
전북도민일보는 전북특별자치도의 지역 신문사이다.

## 연혁
- 1988년 11월 22일 창간호 발행.